# 阿德里安·拉莫斯
古斯塔沃·阿德里安·拉莫斯·巴斯克斯（西班牙語：Gustavo Adrián Ramos Vásquez，發音：[aˈðɾjan ˈramos]；1986年1月22日—），是一位哥伦比亚足球运动员，現效力於西乙球隊格拉纳达，在场上司职前锋。

## 俱乐部生涯

### 南美俱乐部
拉莫斯在哥伦比亚被称为“阿德里安乔（Adriancho）”，最早是在卡利美洲开始其足球生涯，并于2004年3月13日完成了自己的职业生涯首秀。随后他也曾被租借至委内瑞拉的特鲁伊拉诺斯和哥伦比亚本土的圣菲独立。至2007年，他重返卡里美洲，并随队夺得了2008年哥伦比亚足球甲级联赛的冠军。

### 柏林赫塔
2009年8月底，在转会窗关闭前的最后一刻，德国足球甲级联赛球队柏林赫塔以140万欧元的价格签入拉莫斯。然而柏林赫塔在最初仅拥有其80%的所有权，另外20%在2013年春季之前则仍由卡利美洲所持有。在2012/13赛季的德国足球乙级联赛结束前，柏林赫塔进一步向卡利美洲支付60万欧元，从而拥有了拉莫斯100%的所有权。拉莫斯的德甲处子秀发生于2009年9月12日（第5轮），在以1比2不敌美因茨05的比赛中，他于第83分钟替换阿图尔·维赫尼亚雷克登场。其首个联赛入球则是在2009年11月21日（第16轮）完成，他于替补登场仅3分钟后便射入1球，帮助球队以1比1战平斯图加特。2009年12月11日，他又在2比2战平勒沃库森的比赛中首度上演“梅开二度”。2009/10赛季的德甲结束后，拉莫斯随球队不幸被降入德乙，但它们得以在随后的赛季中重新升入德甲。2011年7月8日，他与柏林赫塔的合同被延长至2015年。2013/14赛季是拉莫斯代表柏林赫塔参加的最为成功的赛季，他在联赛中共射入16球，并列位居射手榜第四。

### 多特蒙德
2014年4月9日，拉莫斯发表声明称自己将在同年7月加盟另一支德甲劲旅多特蒙德，并与该俱乐部签署了一份为期四年的合同，但转会费细节并未公布。拉莫斯同时还表示十分期待加入新东家，并希望弥补球迷对于罗伯特·莱万多夫斯基出走所留下的遗憾。

## 国家队生涯
拉莫斯曾于2003年跟随哥伦比亚17岁以下国家足球队参加了在芬兰举行的U17世界杯足球赛，并在赛事期间射入3球，帮助球队最终以殿军完赛。2008年8月20日，他受到到成年组国家队的征召参加在美国新泽西对阵厄瓜多尔的友谊赛，但没有获得出场机会。
拉莫斯于哥伦比亚国家足球队的首秀是在2009年6月6日，对阵阿根廷的比赛中完成。他的国家队首球则是在2009年10月14日，对阵巴拉圭的比赛中射入。2011年7月2日，他又在2011年美洲國家盃对阵哥斯达黎加的小组赛中射入全场唯一的入球。
拉莫斯还入选了哥伦比亚参加2014年巴西世界杯的23人最终名单，这也是前者自1998年以来首次入围世界杯决赛圈。拉莫斯在小组赛以4比1战胜日本的比赛中打满全场，并在四分之一决赛以2比0战胜乌拉圭的比赛中于最后时刻登场。

### 国家队入球
哥伦比亚队的比分及入球列前。
| #  | 日期           | 场地                                          | 对手   | 入球 | 比分 | 赛事               |
| -- | -------------- | --------------------------------------------- | ------ | ---- | ---- | ------------------ |
| 1. | 2009年10月14日 | 巴拉圭亚松森，查科防御者体育场                | 巴拉圭 | 1–0  | 2–0  | 2010年世界杯预选赛 |
| 2. | 2011年7月2日   | 阿根廷圣萨尔瓦多-德胡胡伊，八月二十三日体育场 |        | 1–0  | 1–0  | 2011年美洲國家盃   |

## 荣誉
- 哥伦比亚足球甲级联赛冠军：2008
- 德国足球乙级联赛冠军：2011、2013
- 德国超级杯冠军：2014